# Sweet As
Sweet As ist ein australischer Spielfilm von Jub Clerc aus dem Jahr 2022. Das Jugenddrama handelt von einer jungen Aborigine, die ihre Liebe zur Fotografie entdeckt. Die Hauptrolle übernahm Shantae Barnes-Cowan.
Die Premiere des Debütfilms der Regisseurin erfolgte im August 2022 beim Melbourne International Film Festival.

## Handlung
Die 15-jährige Murra nimmt an einer Fotoexkursion durch Western Australia teil. Diese führt sie durch ihre Aborigine-Heimat, wobei sie lebendverändernde Erfahrungen macht. Murra beginnt, sich für die Fotografie zu begeistern. Sie erkennt, dass sie in einer sich stets wandelnden Welt ihre eigene Geschichte erzählen muss.

## Veröffentlichung
Die Uraufführung von Sweet As fand am 13. August 2022 beim Melbourne International Film Festival statt. Weitere Präsentationen erfolgten im selben Jahr auf den internationalen Filmfestivals von Toronto (September), Adelaide (Oktober) und Hawaii (November). Die europäische Premiere soll am 21. Februar 2023 im Rahmen der Berlinale stattfinden.

## Auszeichnungen
Jub Clerc gewann im Jahr 2022 den Blackmagic Design Australian Innovation Award des Filmfestivals von Melbourne sowie den NETPAC Award des Filmfestivals von Toronto. Im selben Jahr wurde Sweet As als bester Jugendfilm für einen Asia Pacific Screen Award nominiert. 2023 gewann Sweet As den Gläsernen Bären für den Besten Film in der Sektion Generation KPlus der Berlinale.